# Горшков, Сергей Викторович
Сергей Викторович Горшков (24 января 1952 год — 1992) — советский ватерполист.

## Биография
В 1969—1982 годах выступал на позиции защитника алма-атинского «Динамо».
Чемпион СССР 1981 и 1982 года. Бронзовый призёр чемпионатов СССР 1978 и 1980 годов.
Обладатель Кубка СССР 1982 года, финалист Кубка СССР 1981 года.
Финалист Кубка европейских чемпионов 1982 года.
В 1974—1976 годах привлекался в сборную СССР, в составе которой стал чемпионом мира 1975 года.
В 1975 году окончил Казахский ГИФК.
Умер в 1992 году, похоронен на Центральном кладбище Алматы.